# Ciugudu de Sus, Alba
Ciugudu de Sus (în maghiară Felsöfüget și Cságáda de Szusz intre 1820-1906, în germană Oberfigid) este un sat în comuna Unirea din județul Alba, Transilvania, România.

## Istoric
Pe Harta Iosefină a Transilvaniei din 1769-1773 (Sectio 124), localitatea apare sub numele de „F: Füged” (Felsö Füged).

## Date demografice
La recensământul din 2002, satul avea o populație de 197 locuitori.